# Norman Jay Coleman
Pour les articles homonymes, voir Coleman.
Norman Jay Coleman, né le 16 mai 1827 à Richfield Springs (New York) et mort le 3 novembre 1911 à Saint-Louis (Missouri), est un homme politique américain. Membre du Parti démocrate, il est lieutenant-gouverneur du Missouri entre 1875 et 1877 puis secrétaire à l'Agriculture en 1889 dans la première administration du président Grover Cleveland.

## Sources
- (en) Cet article est partiellement ou en totalité issu de l’article de Wikipédia en anglais intitulé « Norman Jay Coleman » (voir la liste des auteurs).